# Armenia (Quindío)
Armenia a kolumbiai Quindío megye székhelye. Az ország kávétermesztésének egyik központja.

## Földrajz
A város Kolumbia középpontjától nyugatra, Quindío megye közepén található az Andok hegyvidéki területén, méghozzá a középső kordillera nyugati oldalán. A városközpontban és környékén az utcahálózat négyzetrácsos, ám a nyugati városrészben, amelyet kisebb, de hosszú völgyek rendszere hálóz be, már sokkal szabálytalanabb. Áthalad a városon a 40-es főút, amely kelet felé Ibaguén és Bogotán keresztül a keleti országrészbe, a venezuelai határhoz, nyugat felé pedig az óceánparti Buenaventura felé vezet. A településnek számos kis patakja van, fő folyója a Quindío.
Az éves átlaghőmérséklet 18–21 °C, az esős időszakok márciustól májusig, valamint szeptembertől novemberig tartanak. A legtöbbet januárban, februárban, júniusban és júliusban süt a nap, ekkor a hőmérséklet is gyakran 24 °C fölé emelkedik. A környék legfontosabb terménye a kávé, de jelen van a kakaó, a banán, a cirok, a szója és a kukorica is, és egyre fontosabb szerepet játszik a citrusfélék termesztése is.

## Népesség
Ahogy egész Kolumbiában, a népesség növekedése Armeniában is gyors, ezt szemlélteti az alábbi táblázat:
| Év   | Lakosság |
| ---- | -------- |
| 1938 | 50 383   |
| 1951 | 78 380   |
| 1973 | 145 341  |
| 1985 | 195 453  |
| 1993 | 216 467  |
| 2005 | 273 114  |

## Története
A területen korábban a kimbaja indiánok éltek, majd a 16. században Jorge Robledo, Francisco Cieza de León és Sebastián de Belalcázar vezetésével megérkeztek a spanyol hódítók. Mivel az őslakók gazdagok voltak, számos értékes műalkotást, kincset készítettek, ezért a területen divatossá vált a konkvisztádorok köreiben az úgynevezett guaquería, azaz az indiánok sírhelyeinek és szent helyeinek fosztogatása: a spanyolok ezen a módon rengeteg aranyhoz jutottak hozzá. Állandó, nagyobb települések azonban még évszázadokig nem jöttek létre a területen, egyrészt mivel a hódítók által behozott, itt addig ismeretlen járványok eredményeképpen jelentősen lecsökkent az őslakók lélekszáma, másrészt a földrajzi adottságok is kedvezőtlenek voltak, a Quindiu vagy Quindío nevű hegyek megnehezítették a belső országrészből történő megközelítést. Alexander von Humboldt például azt írta a 19. században, hogy az itt történő átkelés még kedvező időjárás esetén is 10–12 napba telhet. Egy évszázaddal korábban az akkor Popayán tartományhoz tartozó vidék az egyik legkietlenebb volt egész Új-Granadában. Később Cauca megyéhez, majd 1857-től Cauca államhoz tartozott közigazgatásilag.
Armenia városát csak 1889. október 14-én alapította meg az El Tigrero becenevű, korábban a polgárháborúkban harcoló Jesús María Ocampo, méghozzá az országot kelet–nyugati irányban átszelő út egyik kereszteződésénél. Eredeti neve Villa Holguín volt, amit az akkori kolumbiai elnök, Carlos Holguín Mallarino tiszteletére kapott, ám alig egy hónap múlva, november 30-án átkeresztelték Armeniára. A következő években egyre többen telepedtek le itt, hegyi utakat létesítettek, erdőket vágtak ki, és a felszabadult területeken mezőgazdasági termelésbe fogtak. Erre a városalapítás szempontjából igen fontos tényezőre emlékeztet a ma a városközpontban látható, fatuskóba beleállított baltát formázó emlékmű is.
1908-ban a település Caldas megye része lett, majd egy 1910. április 16-i keltezésű kormányrendelet községi szintre emelte. 1966-ban lett Quindío megye székhelye. 20. századi gyors fejlődésének egyik fő mozgatórugója a kávétermesztés volt.
1999. január 25-én egy 6,2-es erősségű földrengés pusztított a városban: 1185-en vesztették életüket és 8523-an megsérültek.

## Turizmus, látnivalók
A város fő látnivalói a következők:
- Bolívar tér: a város központi tere. Itt található például a Szeplőtelen fogantatás székesegyház, a megyei kormányzati épület, Rodrigo Arenas Betancourt alkotása, az Erőfeszítés emlékműve, valamint Roberto Henao Buriticá műve, a Felszabadító című szobor. A környező utcákban számos kávézó várja a vendégeket.
- A kimbaják aranyának múzeuma: ősi kimbaja kincseket mutat be.
- Parque de la Vida: park vízesésekkel.
- Régi vasútállomás: 1927-ben épült, ma kulturális központ működik benne könyvtárral.
- La Secreta kilátó: a Quindío folyó kanyonja látható innen.
- Sucre park.
- Szent Ferenc-templom: építését a 20. század közepén fejezték be.
- Los Caracolíes canopy-pálya.
- Parque de los Fundadores („az alapítók parkja”): 1963-ban alakították ki, itt található az alapítók emlékműve, ami egy fatuskóba vágott baltát ábrázol.
- Jézus Szent Szíve templom: Albano Germanetti tervezte, a Quindío folyó völgyének köveiből épült fel 1939-re.
- Teatro Azul („kék színház”).
- Mozdonyemlékmű: az Alfredo Vásquez Cobo nevű köröndön állították fel a városba egykor másodikként megérkezett mozdonyt.

## Képek

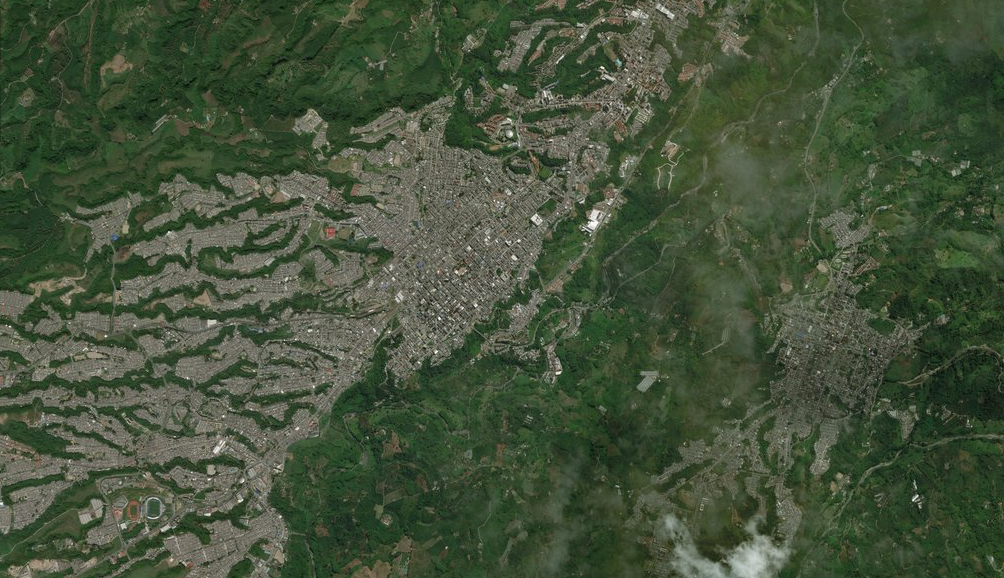
A város műholdképen
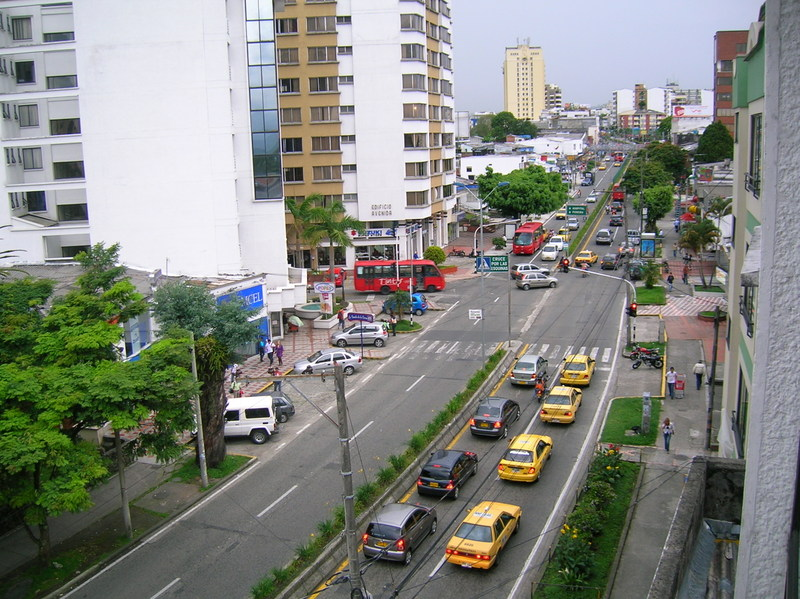
A Bolívar út, a város egyik fő útja
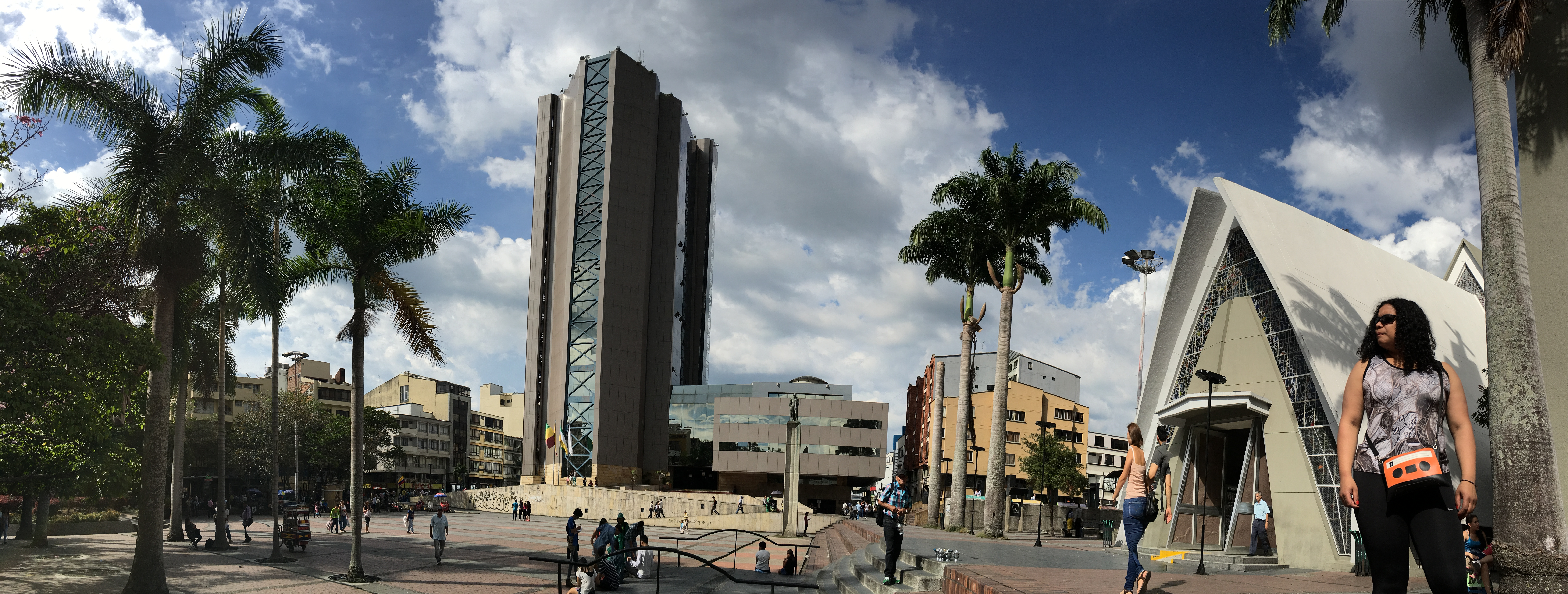
Részlet a belvárosból
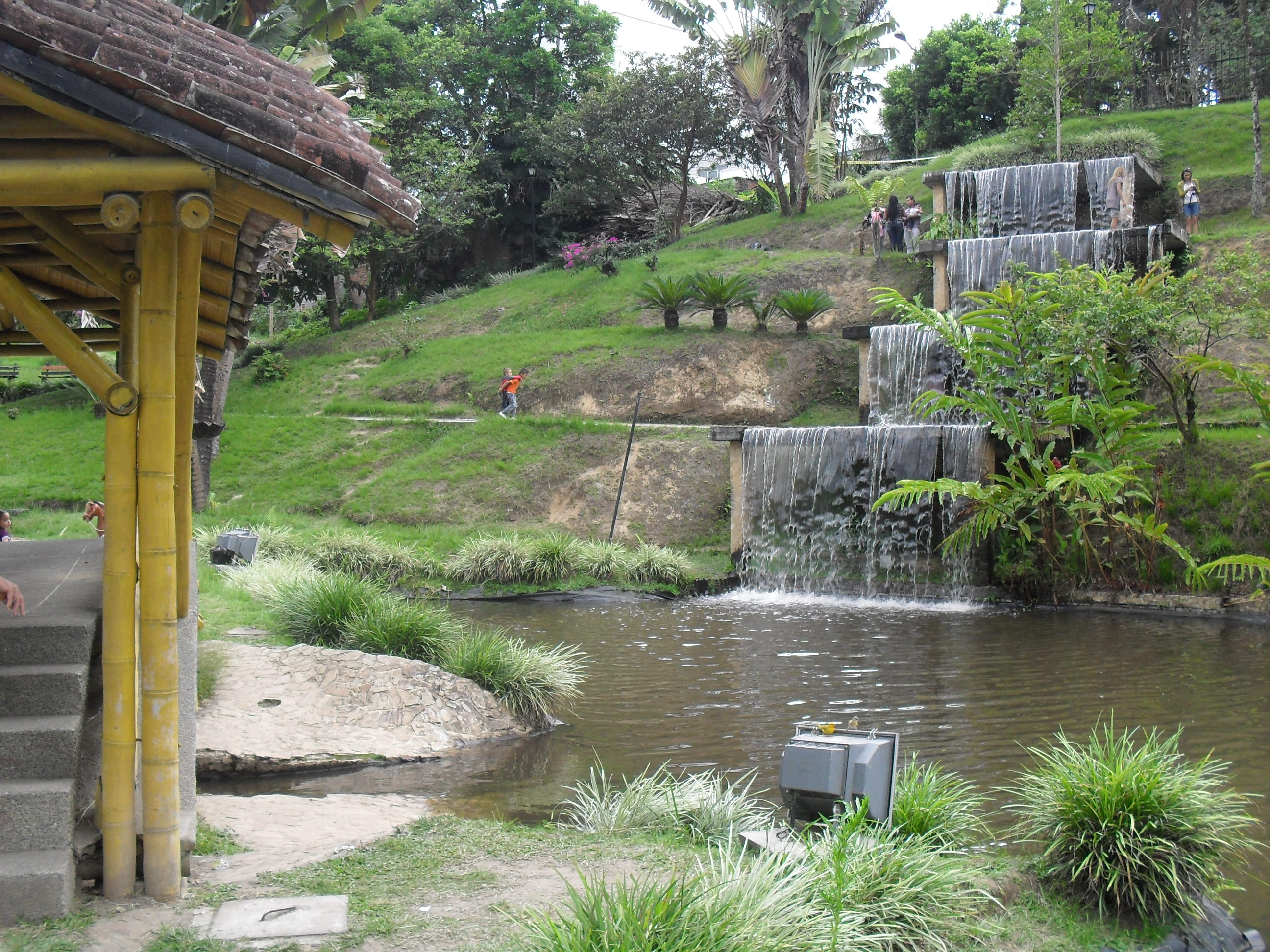
A Parque de la Vida